# Соломонов печат
Соломонов печат или Соломонов прстен ( хебр. חותם שלמה, Ḥotam Shlomo; арап. خاتم سليمان, Khātam Sulaymān) легендарни је прстен-печат који се приписује краљу Соломону у средњовековним мистичним традицијама, а развијао се паралелно у јеврејском мистицизму, исламском мистицизму и западном окултизму.
Често се приказује у облику пентаграма или хексаграма. У мистичним исламским и јеврејским предањима, прстен се описује као да је дао Соломону моћ да заповеда натприродним бићима, укључујући шедиме и џинове, као и способност да разговара са животињама. Због пословичне мудрости Соломона, прстен је почео да се посматра као амајлија или талисман, или као симбол или знак у средњовековној и ренесансној магији, окултизму и алхемији.
Печат је претходник Давидове звезде, јеврејског симбола, и у модерној вексилологији налази се на застави Израела. Пентаграм на застави Марока такође представља печат. Печат Соломонов је такође био приказан на застави Нигерије током британске колонијалне владавине.